# Кубок Вірменії з футболу 1999
Кубок Вірменії з футболу 1999 — 8-й розіграш кубкового футбольного турніру у Вірменії. Володарем кубка вдруге поспіль став Цемент із Арарата.

## Перший раунд
Перші матчі відбулися 3 квітня, а матчі-відповіді — 11 квітня 1999 року.
| Команда 1                 | Заг. | Команда 2               | 1-й матч | 2-й матч |
| ------------------------- | ---- | ----------------------- | -------- | -------- |
| СКІФ (Єреван) (2)         | 1:10 | Ширак                   | 1:8      | 0:2      |
| Звартноц                  | 4:1  | Карабах-2 (Степанакерт) | 2:0      | 2:1      |
| Кілікія                   | 5:1  | Лорі (2)                | 4:1      | 1:0      |
| Касах (2)                 | 0:4  | Єреван                  | 0:1      | 0:3      |
| Карабах (Степанакерт) (2) | 0:5  | Арарат                  | 0:2      | 0:3*     |
| Алашкерт (2)              | 0:7  | Еребуні                 | 0:4      | 0:3*     |
| Гюмрі                     | 2:6  | Двін                    | 1:2      | 1:4      |
| Динамо (Єреван) (2)       | 0:11 | Цемент (Арарат)         | 0:7      | 0:4      |

* - технічна перемога через неявку суперника на матч.

## Чвертьфінали
Перші матчі відбулися 20 квітня, а матчі-відповіді — 30 квітня 1999 року.
| Команда 1 | Заг.    | Команда 2       | 1-й матч | 2-й матч |
| --------- | ------- | --------------- | -------- | -------- |
| Двін      | 0:6     | Цемент (Арарат) | 0:4      | 0:2      |
| Єреван    | 2:2 (ч) | Кілікія         | 0:1      | 2:1      |
| Арарат    | 1:2     | Еребуні         | 1:1      | 0:1      |
| Звартноц  | 2:2 (ч) | Ширак           | 2:1      | 0:1      |

## Півфінали
Перші матчі відбулися 11 травня, а матчі-відповіді — 20 травня 1999 року.
| Команда 1 | Заг. | Команда 2       | 1-й матч | 2-й матч |
| --------- | ---- | --------------- | -------- | -------- |
| Еребуні   | 4:7  | Цемент (Арарат) | 2:4      | 2:3      |
| Ширак     | 3:2  | Єреван          | 3:1      | 0:1      |

## Фінал
| 29 травня 1999 |

| Цемент (Арарат)                    | 3:2 | Ширак                  |
| ---------------------------------- | --- | ---------------------- |
| Гайк Акопян 3', 16' Ара Акопян 43' |     | Бернецян 5' Артоян 76' |

| Стадіон «Раздан», Єреван Глядачів: 2 500 Арбітр: С.Казарян |